# At Close Range
At Close Range is een Amerikaanse thriller/drama- en onafhankelijke film uit 1986. De regisseur was James Foley en het script van Nicholas Kazan. De belangrijkste rollen worden gespeeld door Sean Penn (Brad Junior), Christopher Walken (Brad senior) en Mary Stuart Masterson (Terry). Live to Tell was de titelsong van de film.
James Foley werd in 1986 voor een Gouden Beer genomineerd. Madonna won in 1987 voor het lied Live to Tell de Film and Television Music Award van de American Society of Composers, Authors and Publishers terwijl Patrick Leonard voor hetzelfde lied in 1987 de BMI Film & TV Award ontving. De film werd in 1987 voor de Artios prijs van de Casting Society of America genomineerd.
De film werd opgenomen in Franklin (Tennessee) en in Spring Hill (Tennessee).

## Verhaal
Brad Junior woont nog bij zijn moeder en grootmoeder in huis. Met zijn vader Brad senior heeft hij weinig contact. Junior behoort tot de 'white trash' en zijn vooruitzichten zijn verre van rooskleurig. Wanneer zijn vader hem vraagt om mee te doen in zijn criminele organisatie kan hij niet wachten en doet mee.

## Rolverdeling
| Acteur                | Personage              |
| --------------------- | ---------------------- |
| Sean Penn             | Brad Whitewood, Jr.    |
| Christopher Walken    | Brad Whitewood, Sr.    |
| Mary Stuart Masterson | Terry                  |
| Chris Penn            | Tommy Whitewood        |
| Millie Perkins        | Julie                  |
| Candy Clark           | Mary Sue               |
| J.C. Quinn            | Boyd                   |
| Tracey Walter         | Nonkel Patch Whitewood |
| Eileen Ryan           | Grootmoeder            |
| R. D. Call            | Dickie                 |
| Kiefer Sutherland     | Tim                    |
| Crispin Glover        | Lucas                  |
| David Strathairn      | Tony Pine              |
| Stephen Geoffreys     | Aggie                  |
| Noelle Parker         |                        |